# حمض الكلافولينيك
(بالإنجليزية: Clavulanic acid) هو مثبط بيتا-لاكتاميز (بالإنجليزية:beta-lactamase) الذي تفرزه بعض البكترياالمقاومة للمضَادات الحيوية التي تحتوى على نواة البيتالاكتام كالبنيسيللين والأموكسيسيلين.و هو ينتمى لمجموعة الكلافام(بالإنجليزية: clavam) ويساهم حامض الكلافولينيك مع الاموكسيسيلّين في القضاء على الجراثيم ايجابية الغرام وسالبة الغرام بشكل فعال بالرغم من عدم قابليته على مقاومة البكتريا لوحدهِ فهو لا ينتمى إلى المضَادات الحيوية لفقدانهِ الاّلية المضَادة للبكتريا ولا يوجد لهُ أي خليط موجود سوى مع الأموكسيسيلّين ويعرف باسم كو-أموكسيكلاف الذي يعرف تجاريا باسم أوجمنتين والذي تنتجهُ شركة جلاكسو سميث كلاين التي كانت تعرف سابقا باسم بيتشام.
هذا الخليط يستخدم قي مقاومة العديد من الميكروبات مثل (العنقوديات -العقديات-الكليبسيلا -الاشريكية القولونية-المستدمية النزلية-النيسريا-الشيغيلا -السالمونيلا).

## التاريخ
اكتشف حمض الكلافولانيك مجموعة من العلماء البريطانين حوالي سنة 1974-1975، وكانوا يعملون في شركة أدوية بيتشام. وبعد عدة محاولات، قدمت شركة بيتشام إلى منح حقوق اختراع الدواء لأجل حماية الدواء في عام 1981، وحسب براءات الاختراع الأمريكية المرقمة 4525352، 4529720، 4560552 في عام 1985.

## الأعراض الجانبية
من الأعراض الجانبية الشائعة :
ألم في البطن، الإسهال، الغازات، الصداع، حرقة، الغثيان، التقيؤ، طفح جلدي، الإسهال السمية الكبدية تكون أكثر تواتراً مما بالاموكسيسيللين،.
يمكن أن يحصل إسهال كما ورد في التقارير عن التهاب الكلوة الخلالي، قلة العدلات وقلة الصفائح الدموية.
الجرعات المفرطة: يمكن أن يسبب الإفراط بالجرعة اختلاجات، شلل، وحتى وفاة.
التراكيز المفرطة في الدم يمكن تخفيضها بديال الدم.
.

## الأستخدامات الطبية أو العلاجية
يستخدم حامض الكلافولينيك مع الأموكسيسيلين في الاستطباب من الامراض التالية:
- انتانات المجاري التنفسية العلية
- انتانات المجاري التنفسية السفلية
- انتانات الجلد والانسجة الرخوة
- انتانات المجاري البولية والتناسلية
- انتانات (تجرثم الدم -التهاب الصفاق - التهاب العظم والنقي)
- انتانات ما بعد العمليات الجراحية

### آلية التأثير
يقوم بتثبيط انزيم البيتا لاكتاماز وذلك بارتباطه به تنافسيا مع الأموكسيسللين بسبب التشابه بينهما في الشكل الكيميائي